# Armalcolita
L'armalcolita és un mineral de la classe dels òxids. Va ser anomenada així l'any 1970 per A. T. Andersen, T. E. Bunch, Eugene N. Cameron, S. E. Haggery, F. R. Boyd, O. B. James, K. Keil, Marun Prinz, Paul Ramdohr i A. El Goresy, en honor dels astronautes de l'Apollo 11 que van viatjar a la Lluna i van recollir les mostres. El nom és un acrònim derivat dels seus cognoms: Neil Alden ARMstrong (1930), Edwin Eugene ALdrin (1930) i Michael COLlins (1930).

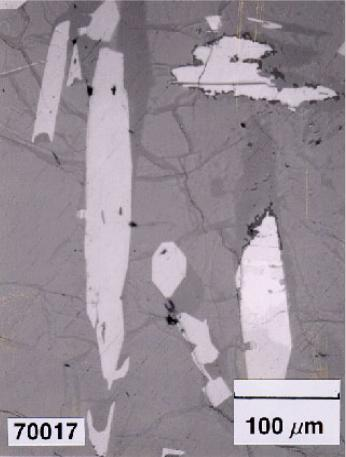
Armalcolita en forma de barril a la secció, trobada al lloc d'allunatge de l'Apollo 17, a La Lluna

## Característiques
L'armalcolita és un òxid de titani, ferro i magnesi, de fórmula química (Mg,Fe2+)Ti₂O₅. Cristal·litza en el sistema ortoròmbic en forma de grans subèdrics a anèdrics de fins a 300μ. La seva duresa a l'escala de Mohs és 5. Es compara amb la sintètica karrooïta, una espècie no aprovada per l'Associació Mineralògica Internacional. Forma una sèrie de solució sòlida amb la pseudobrookita.
Segons la classificació de Nickel-Strunz, l'armalcolita pertany a «04.CB: Òxids amb proporció metall:oxigen = 2:3, 3:5, i similars, amb cations de mida mitjana» juntament amb els següents minerals: brizziïta, corindó, ecandrewsita, eskolaïta, geikielita, hematites, ilmenita, karelianita, melanostibita, pirofanita, akimotoïta, auroantimonita, romanita, tistarita, avicennita, bixbyita, pseudobrookita, mongshanita, zincohögbomita-2N2S, zincohögbomita-2N6S, magnesiohögbomita-6N6S, magnesiohögbomita-2N3S, magnesiohögbomita-2N2S, ferrohögbomita-6N12S, pseudorútil, kleberita, berdesinskiita, oxivanita, olkhonskita, schreyerita, kamiokita, nolanita, rinmanita, iseïta, majindeïta, claudetita, estibioclaudetita, arsenolita, senarmontita, valentinita, bismita, esferobismoïta, sillenita, kyzylkumita i tietaiyangita.

## Formació i jaciments
Formada típicament a baixes pressions i altes temperatures, així com en basalts rics en titani i microbretxes de mostres lunars. També es pot formar en roques volcàniques sàliques, en roques ultramàfiques, en lamproïtes, kimberlites, en cràters d'impacte a la Terra, en inclusions en condrites carbonatades; rarament en pegmatites de granit. Sol trobar-se associada a diversos òxids de ferro i titani, així com a altres minerals com: ilmenita, ferro, grafit, flogopita, analcima, diòpsid o rútil. Va ser descoberta l'any 1970 a la Base Tranquil·litat, el lloc d'allunatge de l'Apollo 11) al mar de la Tranquil·litat, a La Lluna. Els seus jaciments, actualment, són més nombrosos. Als territoris de parla catalana ha estat descrita a Casterner de les Olles (Tremp, Pallars Jussà).